# كاريي (لاكونيا)
كاريي (Καρυαί) هي مدينة في لاكونيا في مقاطعة كينتريكي إلادا في اليونان.
يبلغ عدد سكانها حوالي 1037 نسمة.